# Morbihan
Morbihan là một tỉnh của Pháp, thuộc vùng hành chính Bretagne, tỉnh lỵ Vannes, bao gồm 3 quận với các quận lỵ còn lại là: Lorient, Pontivy.